# 霍爾姆斯縣 (密西西比州)
霍爾姆斯縣（英語：Holmes County）是位於美國密西西比州中部的一個縣。面積1,979平方公里。根據美國2000年人口普查，共有人口21,609人。縣治列辛頓 (Lexington)。
成立於1833年2月19日，縣名紀念首任州長大衛·霍爾姆斯 (David Holmes)。